# Gregorio I Mamiconio
Gregorio I Mamiconio o Grigor I Mamiconio (en armenio: Գրիգոր Մամիկոնյան, Grigor Mamikonyan) fue uno de los príncipes de Armenia de 662 a 685, en la época de la dominación de Armenia por los árabes.

## Biografía

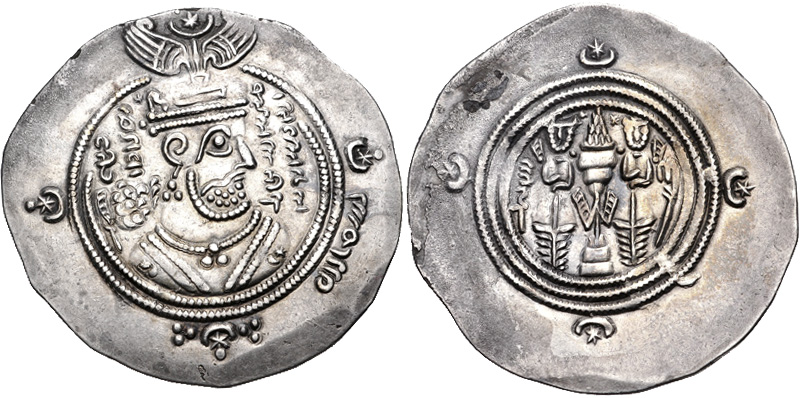
Dracma de Muawiya I (r. 661-680).

Hijo del najarar Davit Mamiconio y hermano de Hamazasp IV Mamiconio, estaba retenido como rehén en Damasco cuando los najarares armenios y el catholicós de Armenia Narsés III el Constructor lo restablecieron en 658, pidiendo al califa que fuera el jefe de la nación en lugar de su hermano Muawiya I (r. 661–680) acordando nombrarlo porque era 'un hombre benéfico, distinguido por sus cualidades de espíritu, justo, tranquilo y dulce'. Su administración fue, de hecho, pacífica y beneficiosa, y se dedicó a construcciones pias y colaboró activamente con los tres catholicós de su época que dirigieron la Iglesia Armenia: Anastasio I de Acori (r. 661–667), Israel I de Otmus (r. 667–677) y Sahak III de Dzorapor (r. 677–703).
Gregorio siguió siendo famoso en la historia religiosa armenia por haber llevado los restos de San Gregorio el Iluminador de Tordano a Vagarsapate. Su esposa Mariam, una princesa de la Albania caucásica, incluso obtuvo para su sobrino Varaz-Terdat I (r. 680-699) la mandíbula del santo. En 681, después de 20 años de paz, los armenios, íberos y albaneses aprovecharon las guerras civiles que asolaron el califato omeya y mediante varias revueltas, consiguieron liberar el país de la tutela musulmana durante 3 años.< En el cuarto año de independencia, Gregorio se enfrentó a la ofensiva jázara, que también usó la debilidad de los árabes para invadir Transcaucasia y saquear el norte de Armenia. Gregorio cayó muerto en un enfrentamiento en 685. El título de príncipe pasó a Achot II Bagratuni, cabeza de la familia rival.
De su esposa Helena (fallecida en 670), hija de Varaz Gregorio, príncipe de Albania, no dejó descendientes.
| Predecesor: Hamazasp IV Mamiconio | Príncipe de Armenia 662 - 685 | Sucesor: Achot II Bagratuni |